# معركة ليمان
معركة ليمان كانت اشتباك عسكري خلال الغزو الروسي لأوكرانيا عام 2022، كجزء من معركة دونباس في هجوم شرق أوكرانيا الأوسع. بدأت في 23 مايو وانتهت في 27 مايو 2022.

## خلفية
بعد شهر من الغزو الروسي، ادعت روسيا أنها تسيطر على 93% من لوهانسك أوبلاست،  تاركة سفرودونتسك وليسيتشانسك كمعاقل أوكرانية ذات أهمية إستراتيجية في المنطقة. كانت الخطط الروسية للاستيلاء على سفرودونتسك متوقفة على نجاحاتها في المدن المجاورة مثل روبيجني في الشمال وبوباسنا في الجنوب. بحلول 6 أبريل، ورد أن القوات الروسية استولت على 60% من روبيجني،  وسقطت القذائف والصواريخ في سفرودونتسك «على فترات منتظمة ومتواصلة». في اليوم التالي، شنت قوات لواء الهجوم الجبلي 128 هجومًا قيل إنه أبعد القوات الروسية مسافة 6-10 كيلومترات عن بلدة كريمينا المجاورة الأخرى. ورد أن القوات الروسية استولت على روبيجني وبلدة فويفوديفكا المجاورة في 12 مايو 2022.

## المعركة
كثفت القوات الروسية عملياتها الهجومية حول ليمان وحققت مكاسب في 23 مايو. شنت القوات الروسية هجومًا على الجزء الشمالي من ليمان وسيطرت جزئيًا على الأقل على المدينة. كثفت القوات الروسية أيضًا ضرباتها المدفعية ضد أفدييفكا واستغلت استيلاءها السابق على نوفوسيليفكا للتقدم نحو أفدييفكا والوصول إلى الطريق السريع نحو سلوفيانسك. كثف الروس هجماتهم باتجاه وسط المدينة في اليوم التالي، وبدأوا معارك في الشوارع. بدعم من المدفعية والطيران، في 25 مايو، واصلت القوات الروسية هجومها على ليمان، واستولت على حوالي 70% من المدينة. انسحبت القوات الأوكرانية إلى الأطراف الجنوبية للمدينة، وقدمت مقاومة شرسة، فيما استسلم بعض الجنود أثناء الحصار.
بعد إجراء إجلاء نهائي للمدنيين وترك الإمدادات لمن قرروا البقاء، أخلت القوات الأوكرانية الأخيرة ليمان بعد ظهر يوم 26 مايو، ودمرت آخر جسر متبقي خلفها. قال المستشار الرئاسي الأوكراني أوليكسي أريستوفيتش إن المدينة قد استولت عليها القوات الروسية،  في بيان أكده معهد دراسة الحرب.
ومع ذلك، في اليوم التالي، زعمت وزارة الدفاع الأوكرانية أن معركة السيطرة على المدينة لا تزال جارية،  مشيرة إلى أن قواتها ما زالت مسيطرة على المناطق الجنوبية الغربية والشمالية الشرقية، بينما اعترف مسؤولون أوكرانيون آخرون أن معظم ليمان، بما في ذلك مركز المدينة، كان تحت السيطرة الروسية. بالإضافة إلى ذلك، قيمت المملكة المتحدة أيضًا أن معظم المدينة أصبحت تحت السيطرة الروسية بحلول 27 مايو. قدمت كل من القوات الانفصالية المدعومة من روسيا والجيش الروسي ادعاءات منفصلة بالنصر في 27 و28 مايو.  في وقت مبكر من 30 مايو، أقر الجيش الأوكراني بأن القوات الروسية قد توطدت في ليمان وكانت تستعد لهجوم على سلوفيانسك.
أفادت الأنباء أنه خلال القتال، عانت كتيبة من لواء الهجوم الجوي 79 الأوكراني من أكثر من 100 قتيل، بينما تم أسر ما بين 200 و300 جندي.